# Département technique de la Marine impériale japonaise
Le département technique de la Marine impériale japonaise (艦政本部, kansei hombu, ou 艦本 kampon) est la division opérationnelle externe du ministère japonais de la Marine responsable de l'administration de la construction navale. Elle joue à partir de 1923 le rôle d'institution de recherche et de développement de technologie et de génie navals. Ces domaines incluent l'étude des technologies navales occidentales existantes, le développement et la supervision de la construction navale du Japon et de l'industrie manufacturière, et la formations d'officiers afin de devenir ingénieurs ou inspecteurs navals. Le bureau est dissous en même temps que le ministère de la Marine en novembre 1945 après la défaite japonaise.

## Armes de l'ère Taishō
Le département développe diverses armes durant l'ère Taishō (1912-1927) dont des pièces d'artillerie navale. Celles-ci sont appelées armes « Type Xe année », le X représentant l'année du règne de l'empereur Taishō,.

### Canons Type3eannée(1914)

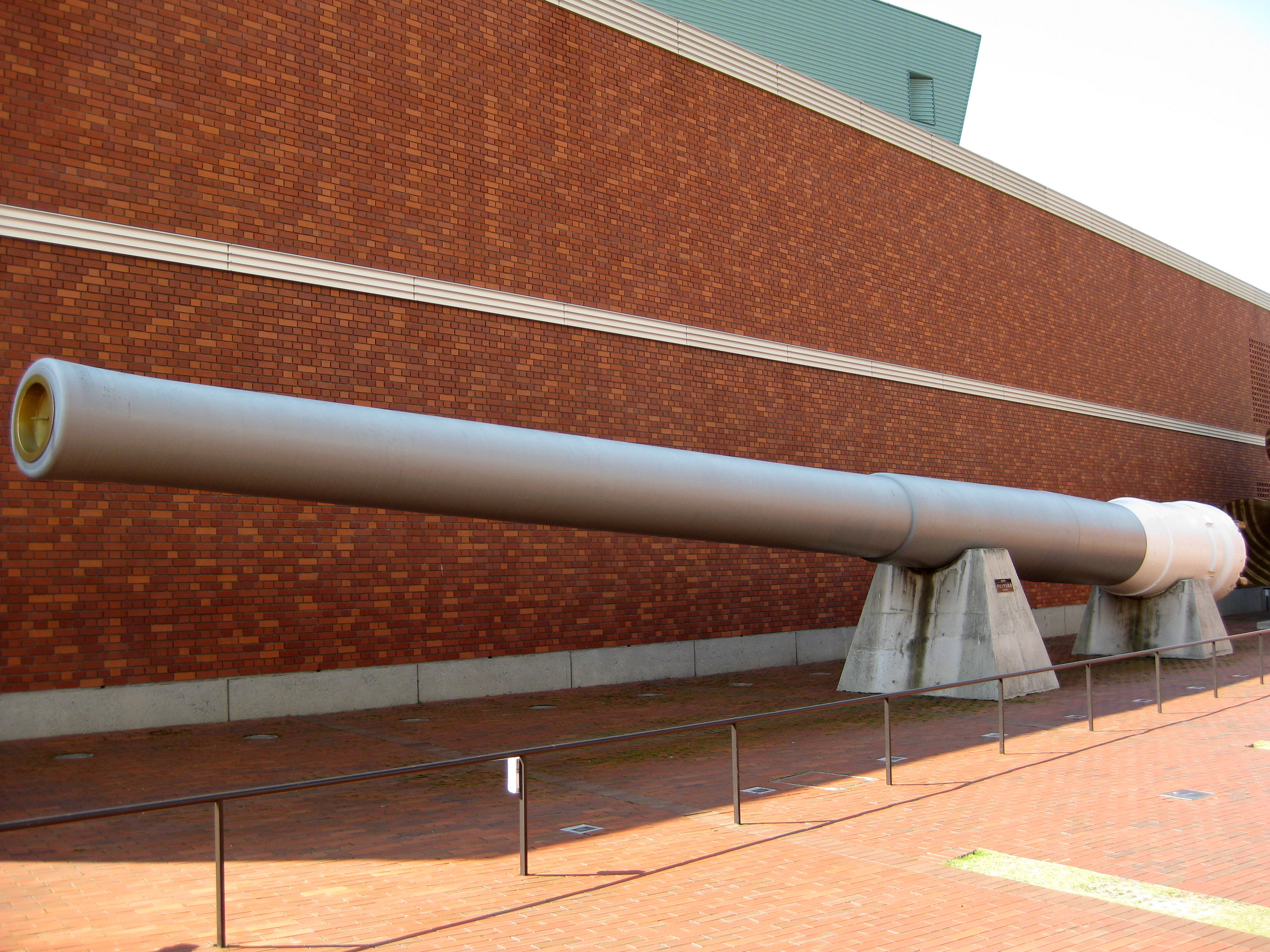
Un canon de 410 mm Type 3e année exposé dans un musée.

- 400 mm calibre 45, Canon Type 3e année (410 mm réels)
- 200 mm calibre 50, I Canon Type 3e année
- 200 mm calibre 50, II Canon Type 3e année (203 mm réels)
- 140 mm calibre 50, Canon BL Type 3e année
- 130 mm calibre 50, Canon Type 3e année

### Canons Type5eannée(1916)
480 mm calibre 45, Canon Type 5e année

### Torpille Type6eannée(1917)
- Diamètre : 533 mm
- Longueur : 6,8 m
- Poids : 1 432 kg
- Charge explosive : 345 kg
- Portée :
  - 7 km à 36 kn (67 km/h)
  - 10 km à 32 kn (59 km/h)
  - 15 km à 26 kn (48 km/h).

Elles étaient généralement utilisées par les navires de surface et les sous-marins durant la Seconde Guerre mondiale :
- torpilleurs de classe Ōtori
- sous-marins de classe Type B[3]
- sous-marins de classe Kaidai
- sous-marins de classe Kaichū (en)
- destroyers de classe Momi
- destroyers de classe Wakatake

### Torpille Type8eannée(1919)
- Diamètre : 610 mm
- Longueur : 8,4 m
- Poids : 2 215 ou 2 362 kg
- Charge explosive : 300 ou 346 kg
- Portée :
  - 10 km à 38 kn (70 km/h)
  - 15 km à 32 kn (59 km/h)
  - 20 km à 28 kn (52 km/h)

Elle fut notamment utilisée par les destroyers de la classe Mutsuki.

### Mine Type9eannée(1920)
Déployée sur plusieurs navires, elle fut testée sur la carcasse du cuirassé Tosa.

### Canons Type11eannée(1922)
Ce canon de 12 cm/45 était utilisé sur les :
- torpilleurs de classe Ōtori
- sous-marins de Type Kaidai
- sous-marins de Type Junsen B
- sous-marins de Type Junsen C